# Skala twardości Shore’a
Skala twardości Shore’a – jedna z dwóch skal twardości opracowanych przez amerykańskiego metalurga Alberta Ferdinanda Shore’a (1876–1936). Jedna służy do wyznaczania twardości materiałów metalowych, a druga niemetalowych.

## Pomiary metali żelaznych (metoda skleroskopowa Shore’a)
Pomiar skleroskopem Shore’a (opracowanym w 1906 r) odbywa się metodą dynamiczną.
Stosowany jest np. w przypadku dużych przedmiotów, gdy nie można zastosować statycznych metod (tj. skali Rockwella, Brinella czy Vickersa). Pomiar polega na opuszczeniu specjalnego bijaka (najczęściej o masie 20 g) z określonej wysokości (zwykle 112 mm). Podczas uderzenia część energii opadania zmienia się w odkształcenie sprężyste bijaka i materiału, co wywołuje jego odskok. Wysokość odskoku jest mierzona skalą podzieloną na 130 działek. Twardość 100 jednostek ma stal hartowana niskostopowa. Zaletą pomiaru tą metodą jest niewielkie uszkodzenie powierzchni elementu i szybkość pomiaru. Wadą jest zależność wyniku pomiaru od modułu Younga próbki. Udoskonaleniem i rozszerzeniem tej metody jest metoda Leeba.

## Pomiary materiałów niemetalowych (metoda durometrowa Shore’a)
Termin skala twardości Shore’a odnosi się także do metody statycznej pomiaru twardości gumy, elastomerów i sztywnych tworzyw sztucznych. Dla takich materiałów Shore opracował ok. 1915 r. przyrząd nazwany durometrem.
Twardość materiałów polimerowych oznacza się metodą Shore’a zgodnie z normą PN-ISO 868, wgłębnikiem według normy PN-93/C-04206. Aparat mieszczący się w dłoni (są także dokładniejsze stacjonarne przyrządy) dociska się podstawą do tworzywa minimum 10 mm od krawędzi próbki.
Wgłębnik (do materiałów miękkich jak guma używany jest wgłębnik zatępiony, do twardszych – igła) wystający z podstawy, wypychany sprężyną wgniata się w materiał, przy czym ustala się równowaga między naciskiem sprężyny a reakcją tworzywa. Po ustaleniu równowagi wskazówka zatrzymuje się na odpowiednim zakresie skali wyrażonej w stopniach Shore’a (0–100).
Do materiałów miękkich stosowane są twardościomierze typu A, a typu C i D do twardych. Wyniki uzyskiwane z pomiarów prowadzonych przy użyciu różnych typów twardościomierzy nie są porównywalne, dlatego zawsze w wyniku należy podać oznaczenie typu.
Zaleca się wykonywanie pomiarów twardości twardościomierzem typu D, gdy twardość wskazana przez twardościomierz typu A wynosi ponad 90. Jeżeli twardość zmierzona za pomocą twardościomierza typu D jest mniejsza niż 20, twardość należy oznaczać twardościomierzem typu A.
Markowe durometry Shore'a były produkowane do ok. 2010 r. przez Instron (ITW), który w 1995 r. przejął firmę Shore Instruments, założoną w 1907 r. przez Alberta F. Shore'a.